# 디부카인
디부카인(dibucaine) 또는 신코카인(cinchocaine)은 아마이드계 국소 마취제이다. 디부카인은 국소 마취제 중에서 약효와 독성이 가장 강력한 편에 속하고 약효의 지속 시간이 길어서, 일반적으로 척수 마취나 국부 마취에만 사용하도록 제한하고 있다.

## 특성
디부카인은 알칼리성 수용액에서 상대적으로 잘 녹지 않는다.

## 효능
디부카인은 국소 마취용으로 피부의 통증, 가려움증, 염증 등을 완화시키는 작용을 한다. 디부카인은 말이나 소 등의 가축을 안락사시키는데 사용하기도 한다.

## 같이 보기
- 염화 디부카인

## 추가 문헌
- Abdel-Ghani N, Youssef A, Awady M (2005). “Cinchocaine hydrochloride determination by atomic absorption spectrometry and spectrophotometry.”. 《Farmaco》 60 (5): 419–24. doi:10.1016/j.farmac.2005.03.001. PMID 15910814.
- Souto-Padron T, Lima AP, de Oliveira Ribeiro R. (2006). “Effects of dibucaine on the endocytic/exocytic pathways in Trypanosoma cruzi.”. 《Parasitol Res》 99 (4): 317. doi:10.1007/s00436-006-0192-1. PMID 16612626.
- Nounou M, El-Khordagui L, Khalafallah N (2005). “Effect of various formulation variables on the encapsulation and stability of dibucaine base in multilamellar vesicles.”. 《Acta Pol Pharm》 62 (5): 369–79. PMID 16459486.
- Aroti,A.;Leontidis, E. (2001). 《Journal of Chemical Education》 76: 786–788. |제목=이(가) 없거나 비었음 (도움말)